# ADC Metodista (balonmano)
Associação Desportiva e Cultural Metodista, más conocido como A.D.C. Metodista, es un club de balonmano de Brasil con sede en São Bernardo do Campo. Fue múltiples veces campeón del Panamericano de Clubes (2007, 2008 y 2012), además disputó el Mundial de Clubes en tres ocasiones logrando la tercera posición en el 2002.
El 7 de abril de 2017 Metodista y el Club Sao Bernardo se separaron institucionalmente.

## Palmarés

#### Masculino
Internacional:
- Mundial de Clubes, tercer puesto (2002).
- Campeonato Panamericano de Clubes,[4] campeón 2007, 2008 y 2012.

### Nacional
- Campeonato Brasileño,[5] campeón 1997, 1998, 1999, 2000, 2001, 2002, 2004 y 2006.

Femenino
- Campeonato Brasileño,[6] campeón 2006, 2007, 2008, 2009, 2010, 2011 y 2012.

## Jugadores notables
Masculino
Felipe Borges (1997-2007).
Femenino
- Bárbara Arenhart.[8]

- Eduarda Amorim.[9]
- Fernanda da Silva.[10]
- Livia Martins Horacio.[11]
- Deborah Nunes.[12]